# Tosan
Il Tosan anche spesso scritto come Towan, (in arabo توسن cavallo selvaggio furioso) è un carro leggero sviluppato in Iran per le proprie forze armate. La produzione di questi mezzi fu avviata nel 1997  ma solo un esiguo numero di Tosan fu costruito fino ad ora. A partire dal 2008 però, secondo quanto riferito dal governo iraniano, dovrebbe essere stata avviata la produzione su larga scala di questi veicoli. Lo sviluppo di questo mezzo fu principalmente finanziato per rendere l'industria bellica iraniana indipendente dalle importazioni dall'estero. Inoltre in Iran questo mezzo è stato definito come Quick Reaction tank (carro a risposta rapida) perché secondo quanto riferito dalle autorità militari iraniane il Tosan sarebbe stato sviluppato per compiti di importanza strategica. Da una prima analisi il carro sembrerebbe basarsi sul FV101 Scorpion britannico, in passato acquistati dall'Iran in circa una ottantina di esemplari. Da quanto affermato dai vertici dell'esercito iraniano il carro sarebbe dotato di un cannone da 90 mm e da un sistema per il lancio di missili Toophan entrambi di produzione iraniana. Inoltre il carro disporrebbe di una elevata autonomia e non necessiterebbe di essere trasportato su camion o altri mezzi per raggiungere la propria destinazione.